# Målselvfjorden
Målselvfjorden er en fjordarm af Malangen i Lenvik og Målselv kommuner i Troms og Finnmark fylke  i Norge. Fjorden er 16 kilometer lang og går mod syd fra indløbet mellem Sultindvikneset i vest og Målnesodden i øst, til Karlstad i bunden af fjorden. Fjorden har navn efter Målselven, som munder ud inderst i fjorden.
Bygden Sultindvik (Ydre og Indre) ligger på vestsiden ag fjorden ved indløbet. Lidt længere inde i fjorden ligger bygden Målsnes på  den modsatte side. I den indre del af fjorden ligger Ingvardholmen, Olderholmen og Killingholmen. Fylkesvej 854 går langs østsiden af fjorden fra Målsnes og ned mod Olsborg. På vestsiden går Fylkesvej 261 (Troms) i den ytre delen, mens Fylkesvej 179 (Troms) går langs den indre del.